# Konstanzer Tal
Das Konstanzer Tal (allgäuerisch nur Dahl) ist ein morphologisch sehr ausgeprägtes offenes Tal der Konstanzer Ach im Landkreis Oberallgäu in Bayern. Da der Große Alpsee östlich im Tal liegt, wird das Tal außerhalb der Region auch als Alpseetal bezeichnet.

## Geographie
Das Tal liegt in den Gemarkungen des Marktes Oberstaufen und der Stadt Immenstadt im Allgäu. Es ist ein sehr breites Tal mit bis zu einem Kilometer Breite und einer flachen Sohle. Das Tal zieht sich vom Großen Alpsee bis zum Staufen mit einer Länge von etwa zwölf Kilometern. Im Norden des Tals verläuft mit der Salmaser Höhe der südlichste Kamm des Zentralteils der Nagelfluhhöhen und Senken zwischen Bodensee und Wertach und im Süden verlaufen die Allgäuer Nagelfluh-Schichtkämme mit dem Prodel-Schichtkamm.
Im Tal liegen die Oberstaufener Ortsteile Hinterstaufen und Thalkirchdorf mit seinen zugehörigen Dörfern Knechtenhofen, Salmas, Lamprechts, Wiedemannsdorf, Konstanzer und Osterdorf sowie die Ortsteile Ratholz, Gschwend und der Luftkurort Bühl am Alpsee in der Gemarkung der Stadt Immenstadt. Der Geograph Dongus gliedert auch noch den mittelalterlichen Altstadtteil von Immenstadt mit in das Gebiet des Tals. Rund um den Alpsee liegen außerdem die Dörfer Rieder und See, der Weiler Trieblings sowie die Einöde Alpseewies im Tal.
Neben dem großen und kleinen Alpsee liegt auch der Teufelssee im Tal. Die namensgebende Konstanzer Ach mündet über den Alpsee in die obere Iller. Im Gebiet sind die Konstanzer sowie die Osterdorfer Wasserfälle zu sehen. Es liegen zwei Landschaftsschutzgebiete im Tal (Landschaftsschutzgebiet Großer Alpsee sowie Kleiner Alpsee in Immenstadt).

## Geologie
Die das Tal begleitenden Bergrücken bestehen aus Gesteinen der Unteren Süßwassermolasse, gemischt mit wenig Jungmoräne aus der Würm-Kaltzeit. Den Talgrund nimmt eine jungholozäne Füllung aus Mergel, Lehm, Sand, Kies, zum Teil auch Torf mit verschiedener Herkunft und Genese ein.

## Geschichte
Im Tal lassen sich Richtung Oberstaufen Erdrutschungen von Molassegesteinen größeren Ausmaßes nachweisen, die aus dem Post- bzw. Spätglazialem Eiszerfall (19250 bis 17550 v. Chr.) stammen. Im Tal flossen Iller- und Rheingletscher zusammen, sodass nach Abschmelzen des Eises die Gesteinsmassen leicht hinab rutschen konnten.
Lange Zeit ging man davon aus, dass 250 v. Chr. die Römerstraße Via Decia durch das Tal nach Bregenz führte. Jedoch gilt diese aufgrund eines bei Zirl vorgefundenen Meilensteins postulierte Via Decia inzwischen als widerlegt, nachdem durch den Fund gleichartiger Meilensteine, dieser eindeutig der Via Raetia zuzuordnen ist.
Eine wirtschaftlich bedeutende Salzstraße von Bad Reichenhall über München zum Bodensee führte ab dem 14. Jahrhundert durch das Tal.

## Tourismus & Verkehr

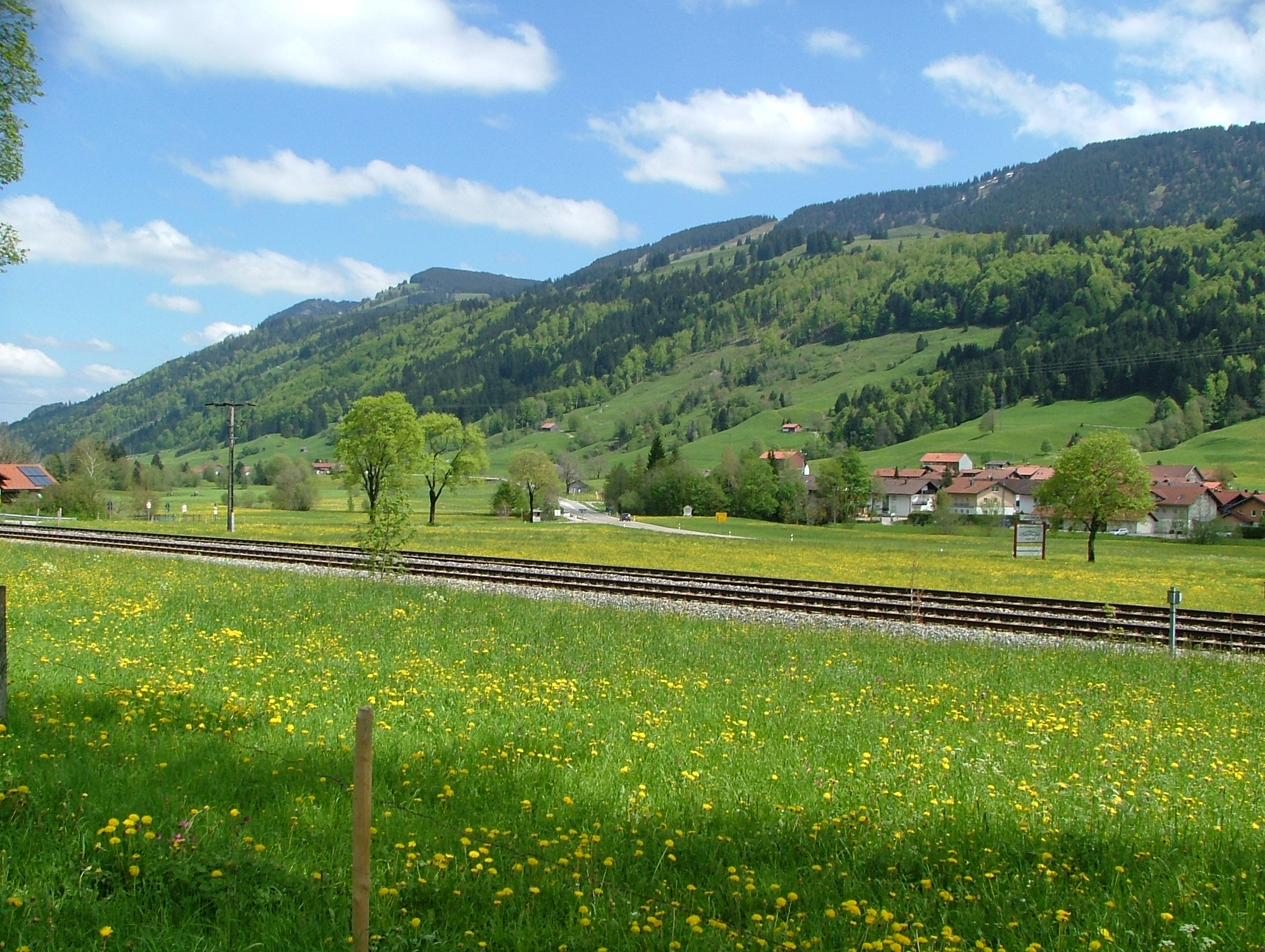
Konstanzer Tal

Aufgrund der Lage des Großen Alpsees im Tal, ist er wegen der guten Windverhältnisse ein geeignetes Segel- und Surfrevier. Der Segelclub Alpsee-Immenstadt hat sein Revier am Ostufer. Das Museum AlpSeeHaus in Bühl gilt als Eingangstor zum Naturpark Nagelfluhkette.
In Ratholz ist in der Alpsee Bergwelt eine der größten Sommerrodelbahnen Deutschlands, auf der man mit dem Schlitten ins Tal fahren kann. Im Winter kann man dort auch zusätzlich auf zwei Naturrodelbahnen Schlitten fahren.
Im Skigebiet Hündle-Thalkirchdorf kann man im Winter auf über 20 Pisten ins Konstanzer Tal fahren. Zudem liegt zum Skilanglauf die Konstanzer Loipe im Tal.
Durch das Tal führen die Bundesstraße 308 und die Bahnstrecke Buchloe–Lindau. Bis Anfang der 1980er Jahre gab es im Tal mit Haltestationen unter anderem in Thalkirchdorf und Ratholz mehrere Anschlüsse an die Bahnstrecke. Heute verkehrt zusätzlich ein Bus (Linie 39) durch das Tal.